# Fred Derby
Frederik Marinus Emanuel Derby (Para, 31 maart 1940 – Paramaribo, 19 mei 2001) was een Surinaams politicus en vakbondsleider. Hij was de enige overlevende van de Decembermoorden. In de jaren voor zijn dood streed hij voor een onderzoek naar deze gebeurtenissen, en vertelde hij wat hem in Fort Zeelandia was overkomen.

## Biografie
Derby werd geboren in het district Para, op de voormalige plantage Berlijn. In 1954 vertrok hij als kweekje naar Paramaribo. Hij volgde de mulo en haalde de akte voor onderwijzer en de hoofdakte. Daarna werd hij leraar op een ambachtsschool. In 1968 werd hij vakbondsman en in 1970 was hij betrokken bij de oprichting van de vakcentrale C-47. Hij trad toe tot de Partij Nationalistische Republiek (PNR) die streefde naar de onafhankelijkheid van Suriname en zat namens die partij van 1973 tot 1977 in de Staten van Suriname.
In de nacht van 7 op 8 december 1982 werd hij door militairen gearresteerd en overgebracht naar Fort Zeelandia. De volgende dag werd hij als enige van de gearresteerden vrijgelaten, volgens eigen zeggen op initiatief van Desi Bouterse. Derby ontpopte zich als een fel tegenstander van Bouterse en streed in de laatste jaren van zijn leven voor een onderzoek naar de Decembermoorden. Op 8 december 2000 vertelde hij voor het eerst wat er op 8 december 1982 was voorgevallen. Ook deed hij zijn verhaal in de documentaire Het dilemma van Derby van Ivette Forster.
Derby richtte in 1987 samen met onder anderen Siegfried Gilds de Surinaamse Partij van de Arbeid (SPA) op. Via de SPA was hij betrokken bij de regering-Venetiaan. Hij was een groot tegenstander van de bemoeienis van het IMF met Suriname, en was bang dat voornamelijk Hindoestaanse zakenlieden de dienstverlenende sector in Suriname zouden overnemen.
Freddy Derby was gehuwd met Dorine Mijnals en had zeven kinderen. Hij overleed op 61-jarige leeftijd in Paramaribo aan een hartstilstand tijdens een partij voetbal.

## Eerbetoon
Hij werd twee maal onderscheiden in de Ereorde van de Gele Ster, op 30 januari 1979 als Officier en op 23 november 2000 als Groot Officier.
Op 28 april 2012 werd ter ere van hem een standbeeld van hem onthuld in de middenberm van de Dr. Sophie Redmondstraat, bij de kruising met de Fred Derbystraat.